# Šitbořice
Šitbořice (in tedesco Schüttboritz) è un comune della Repubblica Ceca facente parte del distretto di Břeclav, in Moravia Meridionale.